# La Blanca

La Blanca e altri siti del Periodo Formativo, circa 900 a.C.

La Blanca è un sito archeologico della civiltà Maya occupato nel periodo compreso tra il 900 e il 600 a.C., uno dei maggiori siti dell'età pre-classica. Situato sulla costa occidentale del Guatemala, La Blanca si instaurò come potenza regionale dopo il declino della politeia di Ojo de Agua. Il dominio della regione di La Blanca rimase incontrastato per tre secoli, quando venne abbandonata con l'aumentare della potenza di Ujuxte, a 13 km di distanza verso est. Il sito aveva la piramide più alta nelle terre basse del pacifico.
Il Monumento 3 è stato scoperto nel monticello numero 9, in una zona residenziale che ospitava personalità di alto rango. I primi scavi effettuati sul luogo riportarono alla luce diversi pavimenti e camere di sepoltura. Il monumento possiede caratteristiche uniche non ritrovate in alcun altro aspetto architettonico in mesoamerica. Vi si trova anche una scultura dalla forma di quadrifoglio, costituita da terra e limo sabbioso. La terra fu ricoperta con argilla di colore bruno scuro, quasi nera. L'anello interno della scultura fu colorato con ematite rossa.
Il quadrifoglio di La Blanca possiede un canale al suo interno, probabilmente usato per portare acqua al bacino interiore. La scultura aveva uno scopo rituale; infatti la forma a quadrifoglio simbolizzava un portale acquatico che conduceva verso un regno supernaturale. Risalente a circa l'850 a.C., la scultura sembra essere il primo esempio di architettura a forma di quadrifoglio creato in Mesoamerica.

## Fonti
- Michael D. Coe, 1961, La Victoria: An Early Formative site on the Pacific Coast of Guatemala
- Michael Love e Julia Guernsey, The Context and Associations of Monument 3 from La Blanca, Guatemala, famsi.org
- Hector Neff, 2005, Buscando las fábricas del Plomizo: Exploraciones geofísicas en el área de La Blanca, Costa Sur de Guatemala famsi.org file PDF